# Wołodymyriwka (rejon białocerkiewski)
Wołodymyriwka (ukr. Володимирівка) – wieś na Ukrainie, w obwodzie kijowskim, w rejonie białocerkiewskim.
Pod koniec XIX wieku Mikołajówka w powiecie taraszczańskim.